# Osiedle Młodych (Olkusz)

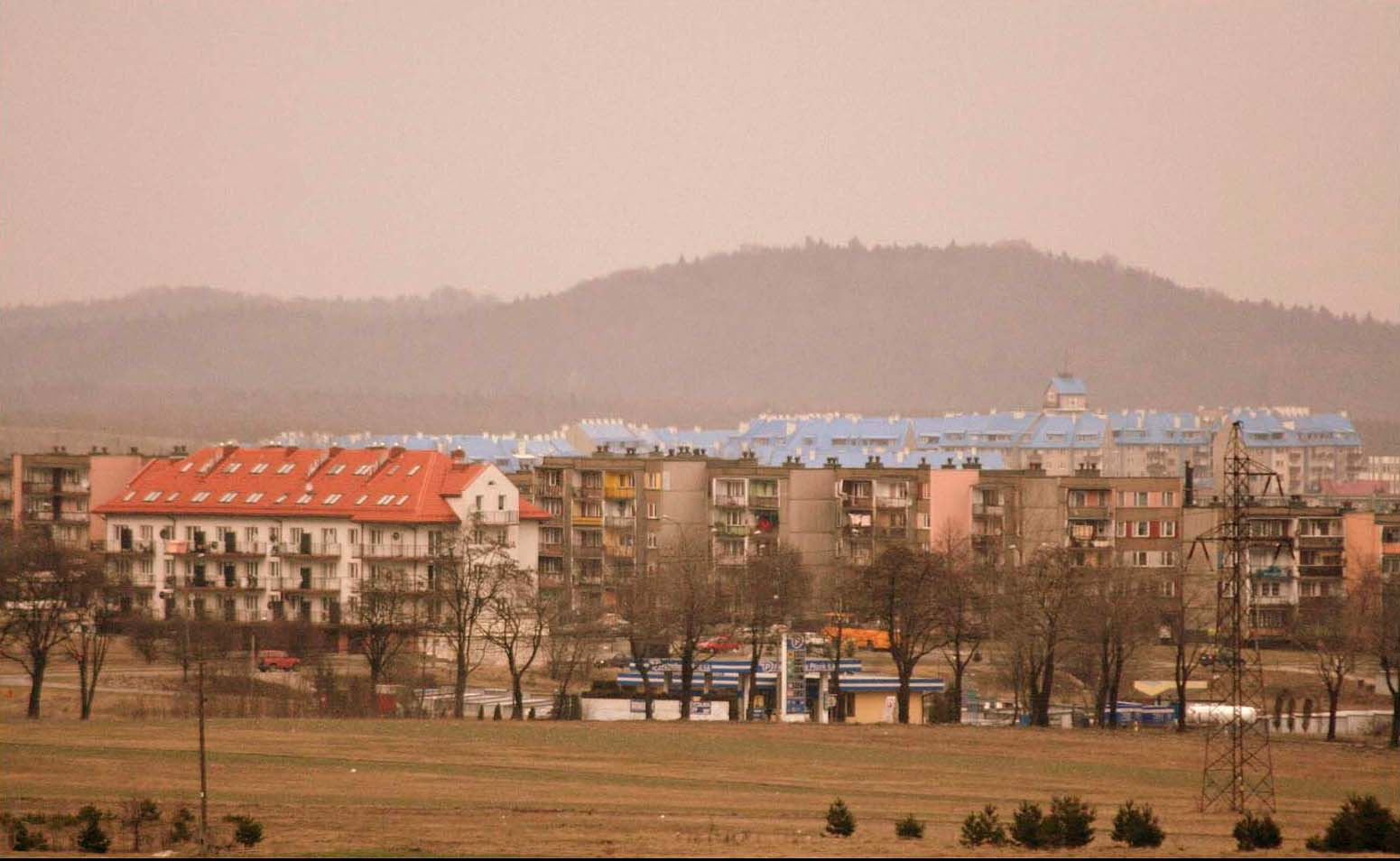
Widok na Osiedle Młodych oraz w tle na Osiedle Słowiki

Osiedle Młodych – osiedle w południowej części Olkusza.
Początki Osiedla Młodych to koniec lat 70. XX wieku. 
Na osiedlu Młodych zlokalizowane są 2 szkoły podstawowe (nr 2 i nr 10) oraz II Liceum Ogólnokształcące, były tu także dwa gimnazja, Gimnazjum nr 1 przy ul. Kochanowskiego i Gimnazjum nr 2 przy ul. Żeromskiego. 
Na obrzeżach osiedla, od strony północno-wschodniej, przy ul. Jana Pawła II nr 32, w granicy z Nowym Szpitalem usytuowany jest budynek będący siedzibą Komendy Powiatowej Policji.
Terenem rekreacyjnym położonym wewnątrz Osiedla Młodych jest park Dolinka. W latach 2018–2020 obszar ten został poddany rewitalizacji w ramach Gminnego Programu Rewitalizacji.
Osiedle Młodych jest jedyną jednostką pomocniczą Gminy Olkusz, która posiada swoje oficjalne logo. 
Osiedle Młodych na dzień 31 grudnia 2012 roku liczyło 8712 mieszkańców, co daje 24% ogółu mieszkańców miasta.